# João de Barros
João de Barros (Viseu, 1496 – Ribeira-de-Litém, 20 ottobre 1570) è stato uno scrittore e storico portoghese ed è considerato uno dei primi grandi storici lusitani.

## Biografia
Educato alla corte del re Manuele I del Portogallo, si mise al servizio del bambino D.João.
Non ancora ventenne, evidenziò le sue qualità scrivendo il romanzo: Crónico do Emperador Clarimundo. 
Negli anni seguenti, ottenne numerosi incarichi che lo portarono a diretto contatto con la realtà dell'impero coloniale portoghese e con i suoi problemi: es. fu nominato feitor della Casa da Índia nel 1532. Tutte queste esperienze risulteranno basilari per la sua opera storiografica Décadas da Ásia, raccolta in quattro volumi e stampata a partire dal 1552, nella quale descrisse la storia dei portoghesi in India.
La pestilenza del 1530 lo costrinse ad allontanarsi da Lisbona e a recarsi nei pressi di Pombal, dove terminò il suo dialogo morale, Rho pica Pneuma.
Due anni dopo, rientrando nelle capitale, Barros ricevette dal re importanti incarichi in India in ruoli strategici, proprio nel momento in cui Lisbona era un nodo fondamentale europeo per i commerci con l'Oriente.
Barros si dimostrò un valido e onesto amministratore, anche se quegli anni furono costellati dalla campagna di conquista delle terre brasiliane, che inizialmente non fu priva di qualche vicissitudine.

## Opere principali

### Décadas da Ásia
Il primo volume apparve nel 1552, mentre il quarto e ultimo fu stampato postumo, nel 1563, e parzialmente rimaneggiato da Baptista Lavanha.

L'autore, riagganciandosi al tema fondamentale della glorificazione del Portogallo già delineato nel suo precedente lavoro intitolato Cronica do Emperador Clarimundo (1522), narrò la storia delle conquiste coloniali portoghesi, e assumendo come modello di riferimento Tito Livio, esaltò l'impero portoghese portatore di perfezione e giustizia nel mondo.

Il libro descrive le vicende del regno di D.Manuel e di João III, narra le importanti imprese di Vasco da Gama, di Pedro Álvares Cabral e di Ferdinando Magellano, oltre alla storia della colonizzazione delle Indie.

### Rhopica Pnefma
È un'opera stampata nel 1532 il cui titolo significa "mercanzia spirituale".

Si può considerare a tutti gli effetti un trattato filosofico esposto nella forma di colloquio in base ad un gusto rinascimentale, anche se la presenza di personaggi allegorici permea l'opera, contemporaneamente, di una atmosfera medioevale.

In questo trattato, Barros contesta le eresie grazie alle argomentazioni spinte dalla ragione e ad uno spirito parzialmente innovatore, seguendo la scia di Tommaso Moro e Erasmo.

### Altre opere

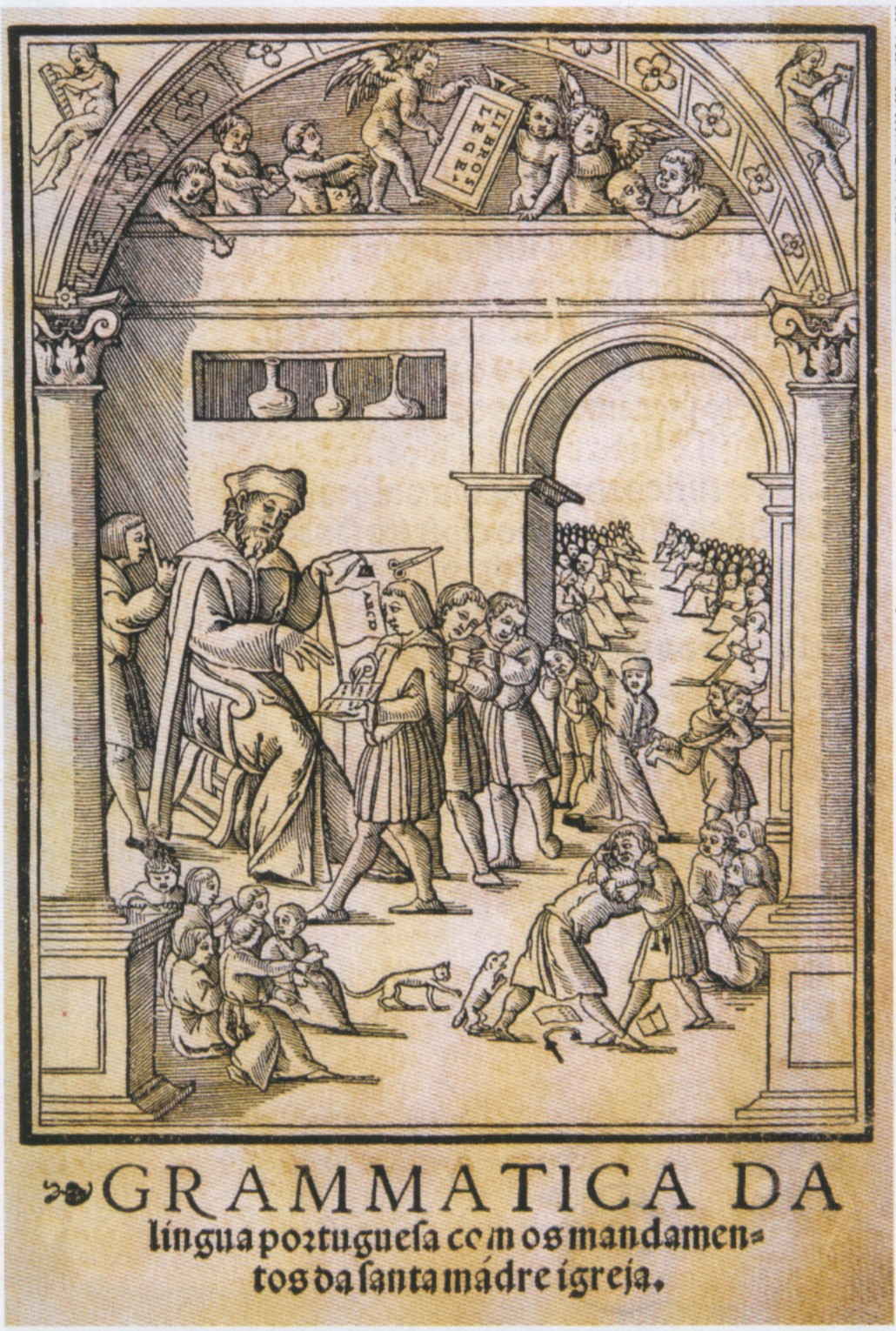
Copertina del libro di João de Barros Grammatica, (1539)

- Crónica do Imperador Clarimundo, (1522)
- Rhopicapneuma ou Mercadoria Espiritual, (1532)
- O Panegírico de D. João III, (1533)
- Cartinha com os preceitos e mandamos da Santa Madre Igreja, (1539)
- Grammatica da Língua Portuguesa, (1540)
- Diálogo da Viciosa Vergonha, (1540)
- Grammatices Rudimenta, (c. 1540)
- Diálogo sobre Preceitos Morais, (1540)
- Diálogo Evangélico sobre os Artigos da Fé, (1543)
- Panegírico à muy alta, e esclarecida Princeza Infanta D. Maria nossa Senhora, (1545)
- Libro das antiguidades e cousas notaueis de antre Douro e Minho, e de outras muitas de España e Portugal,  (1549)